# Fußball-Weltmeisterschaft 1990/Schottland
Die schottische Fußballnationalmannschaft bei der Fußball-Weltmeisterschaft 1990 in Italien:

## Qualifikation
| Rang | Land           | Tore  | Punkte |
| ---- | -------------- | ----- | ------ |
| 1.   | Jugoslawien ** | 16:6  | 14:2   |
| 2.   | Schottland **  | 12:12 | 10:6   |
| 3.   | Frankreich     | 10:7  | 9:7    |
| 4.   | Norwegen       | 10:9  | 6:10   |
| 5.   | Zypern         | 6:20  | 1:15   |

Schottland qualifizierte sich zum fünften Mal in Folge gemeinsam mit Jugoslawien in der Europa-Gruppe 5 für die WM.
- Norwegen – Schottland 1:2
- Schottland – Jugoslawien 1:1
- Zypern – Schottland 2:3
- Schottland – Frankreich 2:0
- Schottland – Zypern 2:1
- Jugoslawien – Schottland 3:1
- Frankreich – Schottland 3:0
- Schottland – Norwegen 1:1

## Schottisches Aufgebot
| Nr.               | Name             | Verein vor WM-Beginn | Geburtstag | Spiele   | Tore     | Gelbe Karte | Rote Karte |
| Torhüter          | Torhüter         | Torhüter             | Torhüter   | Torhüter | Torhüter | Torhüter    | Torhüter   |
| ----------------- | ---------------- | -------------------- | ---------- | -------- | -------- | ----------- | ---------- |
| 1                 | Jim Leighton     | Manchester United    | 24.07.1958 | 3        | 0        | 0           | 0          |
| 12                | Andy Goram       | Hibernian Edinburgh  | 13.04.1964 | 0        | 0        | 0           | 0          |
| 22                | Bryan Gunn       | Norwich City         | 22.12.1963 | 0        | 0        | 0           | 0          |
| Abwehrspieler     |                  |                      |            |          |          |             |            |
| 2                 | Alex McLeish     | FC Aberdeen          | 21.01.1959 | 3        | 0        | 0           | 0          |
| 4                 | Richard Gough    | Glasgow Rangers      | 05.04.1962 | 1        | 0        | 0           | 0          |
| 6                 | Maurice Malpas   | Dundee United        | 03.08.1962 | 3        | 0        | 0           | 0          |
| 11                | Gary Gillespie   | FC Liverpool         | 05.07.1960 | 1        | 0        | 0           | 0          |
| 15                | Craig Levein     | Heart of Midlothian  | 22.10.1964 | 1        | 0        | 0           | 0          |
| 17                | Stewart McKimmie | FC Aberdeen          | 27.10.1962 | 2        | 0        | 0           | 0          |
| 19                | Dave McPherson   | Heart of Midlothian  | 28.01.1964 | 3        | 0        | 1           | 0          |
| Mittelfeldspieler |                  |                      |            |          |          |             |            |
| 3                 | Roy Aitken       | Celtic Glasgow       | 24.11.1958 | 3        | 0        | 0           | 0          |
| 5                 | Paul McStay      | Celtic Glasgow       | 22.10.1964 | 3        | 0        | 0           | 0          |
| 8                 | Jim Bett         | FC Aberdeen          | 25.11.1959 | 1        | 0        | 0           | 0          |
| 10                | Murdo MacLeod    | Borussia Dortmund    | 24.09.1958 | 2        | 0        | 1           | 0          |
| 16                | Stuart McCall    | FC Everton           | 10.06.1964 | 3        | 1        | 0           | 0          |
| 18                | John Collins     | Hibernian Edinburgh  | 31.01.1968 | 0        | 0        | 0           | 0          |
| 20                | Gary McAllister  | Leicester City       | 25.12.1964 | 0        | 0        | 0           | 0          |
| Stürmer           |                  |                      |            |          |          |             |            |
| 7                 | Mo Johnston      | Glasgow Rangers      | 30.04.1963 | 3        | 1        | 1           | 0          |
| 9                 | Ally McCoist     | Glasgow Rangers      | 24.09.1962 | 3        | 0        | 0           | 0          |
| 13                | Gordon Durie     | FC Chelsea           | 06.12.1965 | 1        | 0        | 0           | 0          |
| 14                | Alan McInally    | FC Bayern München    | 10.02.1963 | 1        | 0        | 0           | 0          |
| 21                | Robert Fleck     | Norwich City         | 11.08.1965 | 2        | 0        | 0           | 0          |
| Trainer           |                  |                      |            |          |          |             |            |
|                   | Andy Roxburgh    |                      | 05.05.1943 |          |          |             |            |

## Schottische Spiele bei der WM 1990

### Vorrunde (Gruppe C)
- Schottland – Costa Rica 0:1 – Tor: 0:1 Cayasso (50. Min.)
- Schottland – Schweden 2:1 – Tore: 1:0 McCall (10. Min.), 2:0 Johnston (83. Min., Foulelfmeter), 2:1 Strömberg (85. Min.)
- Schottland – Brasilien 0:1 – Tor: Müller (82. Min.)

Nach der Niederlage im ersten Spiel der Schotten gegen Costa Rica hätte ihnen dennoch ein Unentschieden im letzten Spiel gegen Brasilien gereicht, um das Achtelfinale zu erreichen. Bis zur 82. Minute stand Schottland erstmals in der zweiten Runde, dann machte der eingewechselte Müller alle Chancen zunichte.